# Садик, Сардар
Сардар Садик (англ. Sardar Sadiq; урду سردار اياز صادق‎; род. 17 октября 1954, Лахор) — пакистанский государственный деятель. В 2013—2018 годах и с 1 марта 2024 года спикер национальной ассамблеи Пакистана.

## Биография
Сардар Садик родился 17 октября 1954 года в городе Лахоре, Пакистан. В 1975 году окончил Университет Пенджаба, получив степень бакалавра коммерции. В 1996 году вступил в партию известного в Пакистане оппозиционера Имрана Хана — Техрик-е-Инсаф. В 2001 году поменял политические предпочтения и вступил в партию Пакистанская мусульманская лига (Н). В 2002 году по результатам выборов прошёл в нижнюю палату парламента Пакистана. 3 июня 2013 года стал спикером национальной ассамблеи Пакистана.